# Euspilotus zonalis
Euspilotus zonalis är en skalbaggsart som beskrevs av Lewis 1907. Euspilotus zonalis ingår i släktet Euspilotus och familjen stumpbaggar. Inga underarter finns listade i Catalogue of Life.